# هوشمندسالاری
هوشمندسالاری یا نابغه‌سالاری (به انگلیسی: Geniocracy) چارچوبی برای یک سیستم حکومتی است که برای اولین بار توسط رائل (رهبر جنبش بین‌المللی رائولین) در سال ۱۹۷۷ پیشنهاد شد و از حل مسئله، هوش خلاق و دلسوزی به عنوان معیار حکومت بهره می‌برد.

## تعریف
اصطلاح هوشمندسالاری سامانه‌ای را توصیف می‌کند که برای انتخاب شعور و شفقت به عنوان عوامل اصلی برای حکمرانی طراحی شده‌است. در حالی که دارای یک دستگاه انتخاباتی دموکراتیک است، با لیبرال دموکراسی سنتی تفاوت دارد و در عوض پیشنهاد می‌کند که کاندیداهای کابینه و رأی دهندگان بدنه باید دارای حداقل معینی از توانایی حل مسئله یا هوش خلاق باشند. آستانه‌های پیشنهادی رائلی‌ها ۵۰٪ بالاتر از میانگین برای یک نامزد انتخاباتی و ۱۰٪ بالاتر از حد متوسط برای یک انتخاب کننده است.

### توجیه روش انتخاب
این روش انتخابی عمدی است تا بتواند به آنچه که این ایده عیب و نقص در سامانه‌های فعلی دموکراسی می‌نامد پاسخ دهد. نقطهٔ اصلی انتقاد، عدم توانایی اجماع اکثریت در فراهم کردن بستر مناسب برای تصمیم‌گیری هوشمندانه به منظور حل دائمی مشکلات است. انتقاد هوشمندسالاری به این سامانه این است که نهادهای دموکراسی بیشتر معطوف به پاسخ به خواسته‌های عمومی با توسل به مسائل احساسی آنهاست، به خصوص آنهایی که ممکن است مسائل را بلافاصله مربوط به منتخبان باشد. ادعا می‌کند که فرامین سیاسی چیزی بسیار مهم است که به سادگی بتواند محبوبیت خود را رها کند، و ادعا می‌کند که تصمیم‌گیری مهم دولت، به ویژه در دنیای جهانی شدن، نمی‌تواند براساس معیارهای تصمیم‌گیری عاطفی یا مردمی باشد. از این نظر، مردمسالاری لیبرال را به عنوان نوعی میانه‌روی طلقی می‌کند. در یک تیزهوش‌سالاری، زمین به دست یک دولت تیزهوش سالار جهانی اداره می‌شود.

## دستورفکری
بخشی از دستور کار هوشمند سالاری، ترویج ایده حکومت جهانی است، و سیستم فعلی دولت‌ها را ناکافی برای مقابله با مسائل جهانی که نتایج جهانی سازی هستند می‌داند از جمله محیط زیست، عدالت اجتماعی، حقوق بشر و اقتصاد. در این راستا، هوشمند سالاری الگوی اقتصادی متفاوتی به نام انسان دوستی اقتصادی معرفی می‌کند.

### پاسخ به انتقادها
به عنوان پاسخی به نگرش‌های ضد و نقیض در مورد سیستم گزینشی این شیوه، گفته می‌شود حق رای عمومی در سیستم‌های فعلی نیز تا حدودی در کشورهای مختلف در تشخیص مردمی که مجاز به رای‌گیری هستند تبعیض قائل است. در درجه اول، این تبعیض علیه افراد زیر سن قانونی، افراد مجرم زندانی و ناتوانان ذهنی است. بر این اساس که توانایی آنها برای کمک به فرایند تصمیم سازی در جامعه یا ناقص یا نامعتبر است. 

### وضعیت کنونی
مشکل فعلی ایده هوشمند سالاری این است که وسایل ارزیابی هوشمندی تعریف نشده‌است. یکی از ایده‌های ارائه شده توسط رائل در هوشمند سالاری این است که متخصصانی مانند روانشناسان و عصب شناسان، یک سری آزمون‌هایی که سطح هوش هر فرد را تعیین می‌کنند انتخاب کنند. این آزمون‌ها باید برای اندازه‌گیری پتانسیل‌های فکری و نه انباشت دانش طراحی شوند.
سایر مؤلفه‌هایی که برای درک هر چه بیشتر این ذهنیت لازم به نظر می‌رسند شامل مفاهیمی مانند هوش هیجانی هستند. به‌طور کلی اعتبار هوشمند سالاری تا زمانی که روشهای بهتر و عینی تر ارزیابی اطلاعات در دسترس نباشد، قابل ارزیابی نیست.
موضوع مواجهه با مشکلات اخلاقی که ممکن است به‌وجود بیاید در کتاب تیزهوش سالاری مورد بررسی قرار نمی‌گیرد. بسیاری از رهبران ممکن است با توجه به وسایل فعلی اندازه‌گیری کاملاً باهوش و کاریزماتیک باشند (دارای هوش هیجانی / اجتماعی بالا و ضریب هوشی بالا)، اما هیچ آزمایش علمی فعلی دارای دقت کافی و قابل اطمینان برای تعیین توانایی فرد و گزینشی انسان دوستانه نیست.
فقدان سخت‌گیری علمی لازم در هوشمند سالاری به عنوان یک ایدئولوژی سیاسی در دست آزمایش را می‌توان در تعدادی از دیکتاتوری‌های مدرن و تاریخی و همچنین الیگارشی‌ها هم مشاهده کرد. به دلیل بحث و مشاجرات پیرامون هوشمند سالاری، رائل ایده را به عنوان یک آرمانشهر کلاسیک یا ایدئال تحریک آمیز معرفی می‌کند و لزوماً الگویی نیست که بشریت از آن پیروی کند.

### مناطق تعریف شده دموکراتیک
نویسنده هوشمند سالاری یک دولت جهانی را با ۱۲ منطقه توصیه می‌کند (هرچند که ضرورت ندارد). ساکنان به منطقه ای رای می‌دهند که می‌خواهند در آن شرکت کنند. پس از تعریف مناطق، آنها بعد از اعمال همان اصل دموکراسی، به ۱۲ بخش دیگر تقسیم می‌شوند. در حالی که بخش‌های همان منطقه با داشتن تعداد برابر ساکنان تعریف شده‌اند، خود مناطق ممکن است دارای سطح متفاوتی از جمعیت باشند که متناسب با قدرت رای‌گیری آن باشد.

## مطالعه بیشتر
- Palmer, Susan J. (2004). "Geniocracy and the Raelians' Political Aspirations". Aliens Adored: Raël's UFO religion. Rutgers University Press. pp. 86–88. ISBN 0-8135-3476-3.